# Историја Брунеја
Историја Брунеја се односи на насеља и друштва која се налазе на северној обали острва Борнео, које је током већег дела своје историје било под утицајем индијских краљевстава и империја. Локални научници претпостављају да је исламизација Брунеја почела у 15. веку формирањем Брунејског царства, таласократије која је покривала северни део Борнеа и Сулуа. Крајем 17. века, Брунеј је касније ушао у период опадања који је донео Брунејски грађански рат, пиратерија и европска колонијална експанзија. Касније је дошло до кратког рата са Шпанијом, у којем је Брунеј евакуисао свој главни град на кратко време док се Шпанци нису повукли. Царство је изгубило велики део своје територије доласком западних сила, као што су Шпанци у Лузону и Висајасу и Британци у Лабуану, Сараваку и Северном Борнеу. Пропадање Брунејске империје убрзало се у 19. веку када је Брунеј дао већи део своје територије белим раџама из Саравака, што је резултовало његовом садашњом малом копненом територијом и раздвајањем на два дела. Султан Хашим Џалилул Алам Акамадин је касније апеловао на Британце да зауставе даљу анексију 1888. Исте године, Британци су потписали „Споразум о заштити“ и учинили Брунеј британским протекторатом до 1984. године када је стекао независност и напредовао захваљујући открићу нафте.

## Праисторија
Најранији запис о људима из Брунеја може се пратити до присуства Аустро-Меланежана око 40.000 година п. н. е. у пећини Ниах, дивизија Мири, Саравак. Остаци пронађени тамо повезани су са онима пронађеним у последњем глацијалном периоду. Током леденог доба, Борнео и Палаван су били међусобно повезани.
Након пораста нивоа мора, током 10.000 година, територије југоисточне Азије су подељене на два региона. Тамошње становништво је почело да се сели у различите земље из различитих разлога. Хоабинијанци, или Прото-Меланежани, су се затим преселили на Борнео и живели у пећини Ниах до око 8.000 година пре нове ере.
Миграција с подручја реке Јангце почела је да се креће према Тајвану. Затим, после Тајвана, миграциони талас је преко Палавана стигао до Филипина. Након што је талас миграција стигао до Палавана, најмање три групе су почеле да формирају различите заједнице. Једна група је мигрирала према Борнеу, друга група је кренула ка Сулавесију, а последња се преселила на Јаву. Догађај је трајао око хиљаду година, између 4.000 и 3.000 година п. н. е. Сеобе у ово време су означиле крај културе Бак Сон. Неолитска употреба грнчарије и узгој пиринча допрла је до Аустронежана преко Филипина око 2.500. п. н. е. Стигао је до Палавана, а затим отишао на Борнео око 2.300. п. н. е. и проширио се широм Инсулиндије.
Аустронежани су почели да развијају веру или космологију о мегалитизму, тј. обожавању земље, а затим су почели да граде друштвену структуру и пољопривреду како су се људи насељавали и покушавали да обрађују земљу. Овај културни комплекс из бронзаног доба достигао је врхунац око 600. п. н. е., са средиштем у селу Донг Сон, названом култура Донг Сон. Увођење гвожђа и бронзе између 500. и 200. п. н. е. означио је крај неолитских култова и почетак индијских контаката у југоисточној Азији. Индијска трговина донела је на Борнео стаклене или камене перле.

## Предисламска хинду-будистичка индијска краљевства
Историја Брунеја пре доласка Магељанових бродова 1519–1522. заснива се на спекулацијама, тумачењу кинеских извора и локалним легендама, осим ако археологија не докаже другачије. Подручја која обухватају садашњи Брунеј учествовала су у Поморском путу жада, како је утврђено археолошким истраживањима. Трговачка мрежа је постојала 3.000 година, између 2000. п. н. е. и 1000. године нове ере, а центар је био на Тајвану и на Филипинима.
Чини се да су камфор и бибер били цењени предмети трговине. Брунејски тврди камфор имао је велепродајну вредност еквивалентну сопственој тежини у сребру. Извештаји династије Минг дају детаљне информације о посетама и мисијама почасти владара Понија (савремени изговор на мандаринском) током касног 14. и почетка 15. века. Њихова имена и наслови указују на хиндуистички или будистички утицај. Текстови потврђују да је држава била данак хиндуистичком Јаванском царству Маџапахит, али је тражила и добила кинеску заштиту 1408. године.
Дату Пути је предводио неке дисидентске датуе са Борнеа у побуни против Датуа Макатунава. Дисиденти и њихова пратња успоставили су власт над новом земљом званом Мадја−ас на острву Панај. Након што је 10 датуа успоставио многе градове у Панају и јужном Лузону, Дату Макатунав, који је био рођак Дату Путија, запленио је имовину и богатство датуа. Ратници по имену Лабав Дунггон и Пејбари, након што су сазнали за ову неправду од свог свекра Паибуронга, отпловили су у Удтухан на Борнеу где је владао Мактунав. Ратници су опљачкали град, убили Макатунава и његову породицу, повратили украдену имовину 10 датуса, поробили преостало становништво Удтухана и отпловили назад у Панај. Лабав Дунггон и његова жена Ухајтанајон касније су се населили у месту званом Мурубуро.
Према званичној верзији догађаја, углавном националне епске песме „Сјаир Аванг Семаун”, Брунеј је основала група од четрнаест саудара (браће и првих рођака), који су се на крају настанили у реци Брунеј у близини садашње престонице и изабрали једног од својих чланова. као први владар. Неке познате верзије епа наводе да су сви они били синови Дева Амаса из Кајангана, делимично натприродног бића које се у јајету спустило на земљу у Улу Лимбангу. Многи Лундајех / Лун Баванг верују да је Аванг Семаун корен њиховог претка због Телур Ацо.
Открили су га Санг Аји, био је ожењен ћерком тог владара од које је добио једног сина. Пропутовао је тринаест насеља у региону у потрази за повољним волом. У сваком од села, родио је тринаест (или двадесет два) друга сина од тринаест различитих абориџинских жена, ћерки локалног пенгулуа.
Први владар који је саудара изабрао да управља новооснованом државом био је Аванг Алак Бетатар, син Дева Амаса и ћерке Санг Аџија. Он није нужно био најстарији међу њима, али је изабран да влада због своје способности за то. У званичном извештају стоји да је отпутовао у Џохор, примио ислам, оженио ћерку султана „Бахеја“ од Џохора и од њега добио титулу султана Мухамед Шаха.

## Брунеј у 14. веку

### Рани кинеско-корејски утицај
Највећу реку на тој територији, Кинабатанган, веровало се да су назвали ранији кинески досељеници који су имали фабрику за сакупљање птичјих гнезда, бецхе-де-мер, пераја ајкула, камфора Борнеон, бисера и бисерних шкољки за извоз у Кину. Производња северног и североисточног Борнеа од раних времена привлачила је значајну пажњу кинеских трговаца.
Један од најранијих кинеских записа о независном краљевству на Борнеу је писмо владара Бонија кинеском цару из 977. године, за које неки научници верују да се односи на Борнео. Брунејци су повратили своју независност од Сривијаје због почетка јаванско-суматранског рата. Године 1225. кинески званичник Џао Рукуо је известио да Бони има 100 ратних бродова да заштити своју трговину и да у краљевству постоји велико богатство. Марко Поло је у својим мемоарима сугерисао да је Велики кан или владар Монголског царства много пута покушавао и није успео да изврши инвазију на „Велику Јаву“, што је био европски назив за Борнео под контролом Брунеја.
Током раних година династије Минг, цар Кине је послао два официра по имену Ванг Конг и Онг Сум Пинг да узму гемалу (сјајну куглу) Змаја који је живео на Кини Балу где се само име планине односи на велики број Кинески животи изгубљени јер их је појео Змај. Речено је да се Онг Сум Пинг касније оженио принцезом Ратном Деви, ћерком султана Мухамеда Шаха од Брунеја. За то му је додељена племићка титула Пенгиран Махараја Лела и изабран за шефа Кинабатангана.
Када је адмирал Џенг Хе посетио Брунеј почетком 15. века, наишао је на велику трговачку луку која је укључивала Кинезе који су активно трговали са Кином.

### Брунејско освајање Борнеа и Филипина
Марко Поло је у својим мемоарима написао да је Велики кан или владар Монголског царства много пута покушавао и није успео да нападне „Велику Јаву“, што је био европски назив за Борнео под контролом Брунеја.
Према Ванг Џенпингу, 1300-их година, „Записи о јужном мору из периода династије Иуан Даде“ известили су да је Брунеј управљао Сараваком и Сабахом, као и филипинским краљевствима: Бутуан, султанат Сулу, Ма-и (Миндоро), Малилу (Манила), Шахучонг (Сиокон или Замбоанга), Јачен (Отон, некада део Мадја-ас Кедатуан) и Вендулинг (Минданао), који ће касније повратити своју независност. На крају је еволуирао да се зове Пон-и и била је вазална држава Мајапахитског царства са центром Јаване.

### Хинду Маџапахит инвазија на Борнео
У 14. веку, јавански рукопис Нагаракретагама, који је написао Прапанца 1365. године, помиње Баруне као конститутивну државу Хинду Маџапахита, која је морала да даје годишњи данак од 40 катија камфора. Године 1369, Сулу, који је такође био део Маџапахита, успешно се побунио, а затим напао Бонија, и извршио инвазију на североисточну обалу Борнеа и након тога опљачкао престоницу свог блага и злата укључујући и два света бисера. Флота из Маџапахита успела је да отера Сулусе, али је Бони после напада остао слабији. Кинески извештај из 1371. описује Бонија као сиромашног и потпуно под контролом Мајапахита.

## Исламизација и успостављање султаната
До 15. века, царство је постало муслиманска држава, када је краљ Брунеја прогласио независност од Маџапахита и прешао на ислам, који су довели муслимански Индијци и арапски трговци из других делова поморске југоисточне Азије, који су дошли да тргују и шире ислам.  Током владавине Болкија, петог султана, царство је контролисало приобалне области северозападног Борнеа (данашњи Брунеј, Саравак и Сабах) и стигло је до Филипина код Сулуа.  У 16. веку утицај Брунејског царства се такође проширио до делте реке Капуас у Западном Калимантану.
Други султанати у тој области имали су блиске односе са краљевском кућом Брунеја, будући да су у неким случајевима ефективно били под хегемонијом брунејске владајуће породице током периода времена, као што су малајски султани Понтианак, Самаринда и све до Бањармасина који су третирали Султан од Брунеја као њихов вођа. Малајски султанат Самбас у данашњем Западном Калимантану, Султанат Сулу и Краљевина Лузон успоставили су династичке односе са краљевском кућом Брунеја. Султанат Саравак (који покрива данашњи Кучинг, познат португалским картографима као Церава, и једну од пет великих морских лука на острву Борнео), иако је био под утицајем Брунеја, имао је самоуправу под султаном Тенгахом пре него што је потпуно интегрисан у Брунејско царство након Тенгахове смрти 1641. године.

### Secondary sources
- Abdul Majid, Harun (2007). Rebellion in Brunei: The 1962 Revolt, Imperialism, Confrontation and Oil. I.B.Tauris. ISBN 978-1-84511-423-7.
- Atiyah, Jeremy (2002), Rough guide to Southeast Asia, Rough Guide, ISBN 978-1-85828-893-2
- Awang Juned, Awang Abdul Aziz bin (1992). Islam di Brunei: zaman pemerintahan Kebawah Duli Yang Maha Mulia Paduka Seri Baginda Sultan Haji Hassanal Bolkiah Mu'izzuddin Waddaulah, Sultan dan Yang Di-Pertuan Negara Brunei Darussalam (на језику: Malay). Department of History of Brunei Darussalam.
- „Background Note: Brunei Darussalam”. US State Department. Приступљено 16. 12. 2008.
- Church, Peter (2012). A Short History of South-East Asia. John Wiley & Sons. ISBN 978-1-118-35044-7.
- Eur (2002). The Far East and Australasia 2003. Psychology Press. ISBN 978-1-85743-133-9.
- Frankham, Steve (2008), Footprint Borneo, Footprint Guides, ISBN 978-1-906098-14-8
- Herbert, Patricia; Milner, Anthony Crothers (1989). South-East Asia: Languages and Literatures: a Select Guide. University of Hawaii Press. ISBN 978-0-8248-1267-6.
- Hicks, Nigel (2007). The Philippines. New Holland Publishers. ISBN 978-1-84537-663-5.
- History for Brunei Darussalam: Sharing our Past. Curriculum Development Department, Ministry of Education of Brunei Darussalam. 2009. ISBN 978-99917-2-372-3.
- Lea, David; Milward, Colette (2001). A Political Chronology of South-East Asia and Oceania. Psychology Press. ISBN 978-1-85743-117-9.
- Nicholl, Robert (март 1983), „Brunei Rediscovered: A Survey of Early Times”, Journal of Southeast Asian Studies, Cambridge University Press, 14 (1): 32—45, JSTOR 20174317, S2CID 161541098, doi:10.1017/S0022463400008973
- Ongkili, James P. "Ancient Chinese Trading Links." East Malaysia and Brunei. Ed. Wendy Hutton. Tuttle Publishing, 2001.
- Saunders, Graham E. (2002), A history of Brunei, Routledge, ISBN 978-0-7007-1698-2
- Saunders, Graham (2013). A History of Brunei. Taylor & Francis. ISBN 978-1-136-87401-7.
- Sidhu, Jatswan S. (2009). Historical Dictionary of Brunei Darussalam. Scarecrow Press. ISBN 978-0-8108-7078-9.
- Suyatno (2008). „Naskah Nagarakretagama” (на језику: Indonesian). National Library of Indonesia. Архивирано из оригинала 23. 5. 2017. г. Приступљено 27. 10. 2014.
- Welman, Frans (2013). Borneo Trilogy Brunei: Vol 1. Booksmango. ISBN 978-616-222-235-1.
- Wright, Leigh. "Brunei: An Historical Relic." Journal of the Hong Kong Branch of the Royal Asiatic Society. Vol. 17 (1977).